# Pfadfinder farkasfalka
A Pfadfinder farkasfalka a Kriegsmarine tengeralattjárókból álló második világháborús támadóegysége volt, amely összehangoltan tevékenykedett 1942. május 21. és 1942. május 27. között az Atlanti-óceán északi részén, az észak-amerikai partok előtt. A Pfadfinder (Cserkész)  farkasfalka nyolc búvárhajóból állt, amelyek két hajót süllyesztettek el. A hajók összesített vízkiszorítása 10 724 brt volt. A tengeralattjárók nem szenvedtek veszteséget.

## A farkasfalka tengeralattjárói
| A hajó száma | Parancsnoka                  | Részvétel kezdete | Részvétel vége  |
| ------------ | ---------------------------- | ----------------- | --------------- |
| U–135        | Friedrich-Hermann Praetorius | 1942. május 21.   | 1942. május 27. |
| U–213        | Amelung von Varendorff       | 1942. május 21.   | 1942. május 27. |
| U–404        | Otto von Bülow               | 1942. május 21.   | 1942. május 27. |
| U–432        | Heinz-Otto Schultze          | 1942. május 21.   | 1942. május 27. |
| U–455        | Hans-Heinrich Giessler       | 1942. május 21.   | 1942. május 27. |
| U–566        | Dietrich Borchert            | 1942. május 21.   | 1942. május 27. |
| U–578        | Ernst-August Rehwinkel       | 1942. május 21.   | 1942. május 27. |
| U–653        | Gerhard Feiler               | 1942. május 21.   | 1942. május 27. |

## Elsüllyesztett hajók
| Dátum           | A búvárhajó száma | A hajó neve | Nemzetisége        | Vízkiszorítása |
| --------------- | ----------------- | ----------- | ------------------ | -------------- |
| 1942. május 23. | U–432             | Zurichmoor  | Egyesült Királyság | 4455           |
| 1942. május 27. | U–578             | Polyphemus  | Hollandia          | 6269           |